# Occupazione del Lussemburgo nella prima guerra mondiale

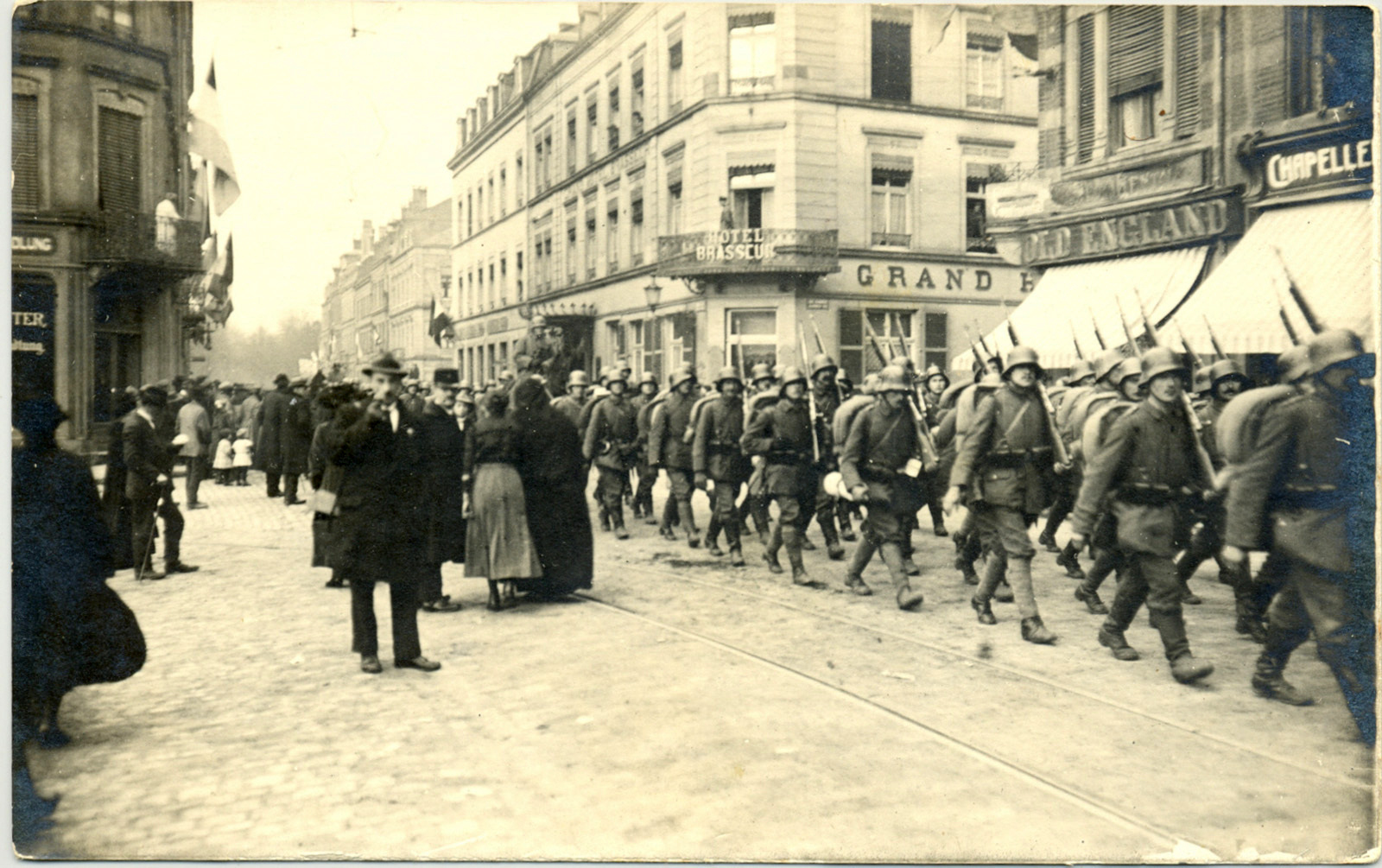
Le truppe tedesche lasciano la città di Lussemburgo il 20 novembre 1918, al termine dell'occupazione militare del paese.

L'occupazione del Lussemburgo nella prima guerra mondiale ebbe inizio il 2 agosto 1914, quando truppe dell'Impero tedesco invasero il granducato del Lussemburgo nell'ambito degli eventi iniziali del fronte occidentale della prima guerra mondiale.
L'invasione fu decisa nell'ambito del cosiddetto piano Schlieffen, il piano strategico elaborato dall'alto comando tedesco per invadere la Francia aggirando le posizioni fortificate stabilite lungo la frontiera con la Germania; numericamente soverchiate dagli invasori, le forze lussemburghesi non opposero alcuna resistenza e il granducato fu rapidamente occupato senza colpo ferire. Poiché l'invasione era stata dettata da esigenze eminentemente militari, il regime di occupazione fu relativamente benevolo: le istituzioni statali lussemburghesi furono lasciate in piedi e poterono continuare a occuparsi delle questioni di politica interna con una certa autonomia, anche se l'economia del granducato fu assoggettata alle esigenze belliche della Germania e i diritti civili della popolazione furono ridotti.
L'occupazione perdurò per tutta la durata del conflitto, terminando solo con la resa della Germania l'11 novembre 1918: truppe francesi e statunitensi provvidero a liberare il suolo del granducato, che fu restaurato nella sua piena indipendenza dal trattato di Versailles.

## Antefatti

Carta esplicativa del piano Schlieffen.

Parzialmente indipendente dal 1867, il Lussemburgo fu proclamato Stato permanentemente neutrale con il trattato di Londra dell'11 maggio 1867, risolutivo di una disputa diplomatica sorta tra la Francia e il Regno di Prussia (la cosiddetta "crisi del Lussemburgo"): le pesanti fortificazioni che cingevano la capitale Lussemburgo furono smantellate e il piccolo ducato autorizzato a mantenere solo una ridotta forza militare (Lëtzebuerger Arméi); come garanti della neutralità lussemburghese, oltre a Francia e Prussia, furono nominate tutte le principali potenze europee del periodo, ovvero il Regno Unito, l'Impero russo, l'Austria-Ungheria e il Regno d'Italia. Il governo lussemburghese rimase comunque molto timoroso delle possibili mire espansionistiche della Prussia prima e della Germania poi, visto che lussemburghesi e tedeschi condividevano strette connessioni etniche e linguistiche che potevano spingere i secondi ad avanzare progetti di annessione del piccolo granducato; la principale preoccupazione del governo lussemburghese fu quindi quella di mantenere per quanto possibile la più stretta neutralità.
Il 28 luglio 1914, in conseguenza dell'attentato di Sarajevo e del periodo di tensioni diplomatiche noto come "crisi di luglio", l'Austria-Ungheria dichiarò guerra al Regno di Serbia, facendo scattare i meccanismi dei blocchi di alleanze contrapposti che avrebbero trascinato le potenze d'Europa nel primo conflitto mondiale: la Russia intervenne a favore della Serbia ordinando la mobilitazione delle sue forze armate al confine austro-ungarico, spingendo la Germania, alleata di Vienna, a prepararsi alla guerra.
La Russia aveva nella Francia un solido alleato, così lo stato maggiore tedesco dovette ovviare allo spettro di una guerra da combattersi su due fronti: il piano di guerra elaborato dai tedeschi fin dal 1905 ("piano Schlieffen" dal nome del suo ideatore, il generale Alfred von Schlieffen) in buona sostanza prevedeva di sconfiggere rapidamente la Francia prima che i russi potessero mobilitare completamente le proprie forze armate, tramite un aggiramento delle forti difese francesi poste sul confine comune con una manovra attraverso la regione dei Paesi Bassi; il piano avrebbe portato la Germania a violare la neutralità di due nazioni, il Belgio e appunto il Lussemburgo, i cui territori sarebbero stati attraversati da centinaia di migliaia di soldati tedeschi diretti alla volta di Parigi.

## L'invasione

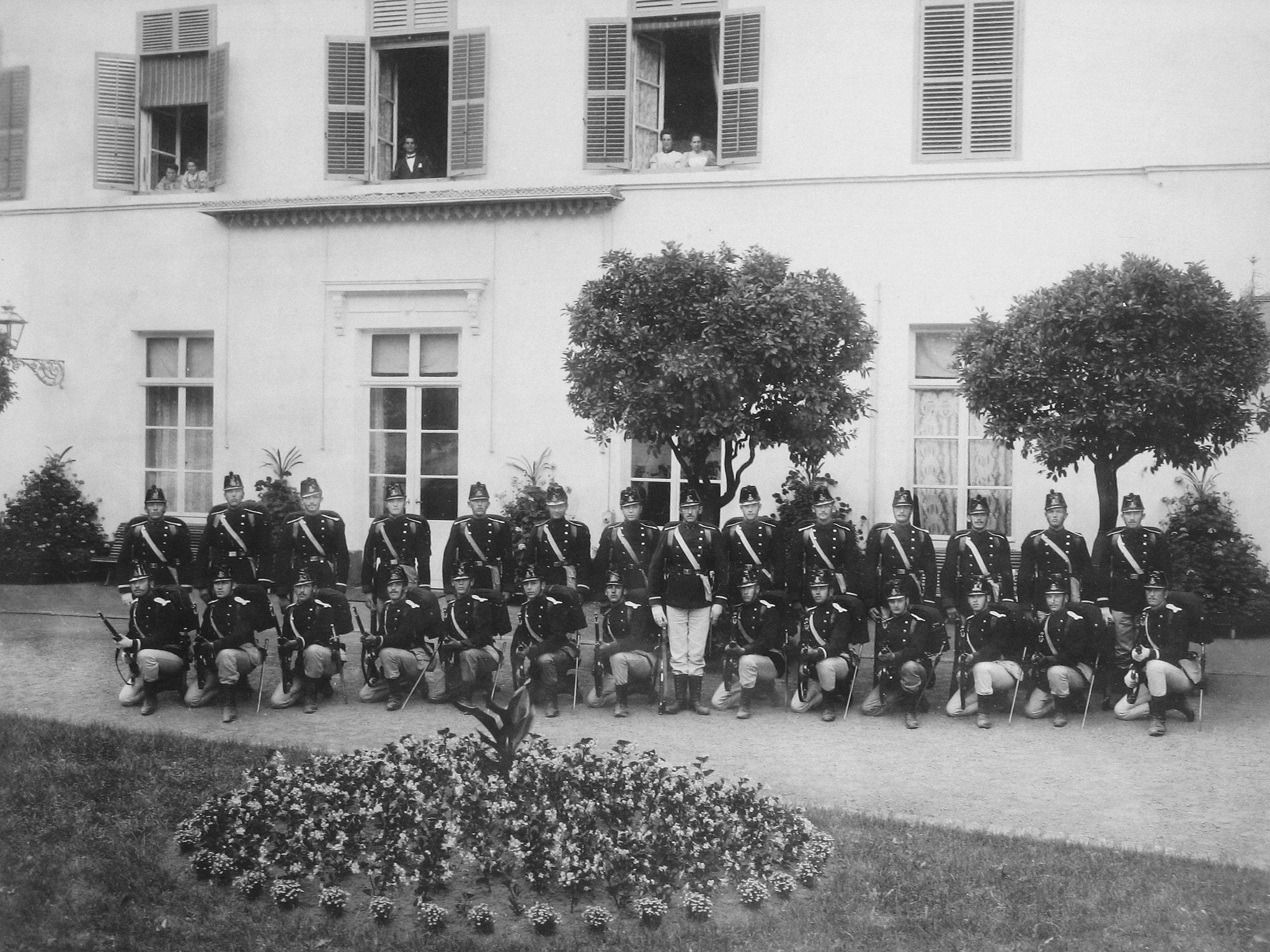
Soldati lussemburghesi con le uniformi del periodo.

Il 1º agosto 1914 la Germania dichiarò guerra alla Russia e diede avvio alla mobilitazione generale delle sue forze armate, iniziando ad ammassare truppe sulle frontiere occidentali in vista dell'attuazione del piano Schlieffen; nei piani tedeschi, il Lussemburgo e la sua rete ferroviaria dovevano fungere da punto di transito della 4ª Armata del principe Alberto di Württemberg, le cui forze violarono per prime la neutralità lussemburghese prendendo a servirsi della linea transitante per la cittadina di Troisvierges, nel nord del granducato, senza autorizzazione da parte delle autorità locali; il primo ministro lussemburghese Paul Eyschen protestò con il governo di Berlino, ma non poteva fare alcunché per impedire ulteriori incursioni dei tedeschi.
Il 2 agosto la Germania lanciò un'invasione su vasta scala: truppe tedesche penetrarono nella zona sud-orientale del granducato, attraversando la Mosella presso le cittadine di Remich e Wasserbillig, e puntarono alla volta della capitale Lussemburgo; le forze armate del granducato ammontavano ad appena 125 uomini della gendarmeria e 140-170 soldati della "compagnia volontaria", forze chiaramente troppo esigue per opporsi all'invasore, e la granduchessa Maria Adelaide, appena ventenne, ordinò loro di non muovere contro i tedeschi. Il primo ministro Eyschen e la granduchessa si incontrarono con le avanguardie degli invasori sul ponte Adolfo alla periferia della città di Lussemburgo: il primo ministro presentò delle formali proteste al comandante delle forze tedesche, generale Richard Karl von Tessmar, ma le autorità lussemburghesi non poterono fare altro che accettare come inevitabile l'occupazione del granducato.
In un telegramma del 2 agosto il cancelliere tedesco Theobald von Bethmann-Hollweg giustificò l'occupazione del Lussemburgo in termini di necessità militari, indicando come la Francia stesse per prepararsi essa stessa a un'invasione del granducato; l'ambasciatore francese a Lussemburgo respinse queste accuse, sostenendo che la Francia non avrebbe mai violato la neutralità lussemburghese prima di un'azione dei tedeschi in tal senso. Bethmann Hollweg avanzò garanzie di compensazioni per le perdite causate dall'occupazione militare e promise che essa sarebbe durata solo finché gli obiettivi militari della Germania non fossero stati completati; con l'apparente prosieguo vittorioso della guerra, tuttavia, il cancelliere iniziò a fare progetti più ambiziosi: nel suo Septemberprogramm ("programma di settembre"), reso noto il 9 settembre 1914, Bethmann-Hollweg avanzò la proposta di trasformare il Lussemburgo in uno Stato federato alla Germania, includendo nei suoi confini una striscia di territori presi dalla provincia belga del Lussemburgo e la città francese di Longwy. La sconfitta tedesca nella prima battaglia della Marna e l'inizio della guerra di trincea fecero fallire questi piani: il conflitto iniziò a trascinarsi stancamente per molti anni, e di conseguenza l'occupazione tedesca del piccolo granducato non ebbe termine.

## L'occupazione

### Il governo Eyschen

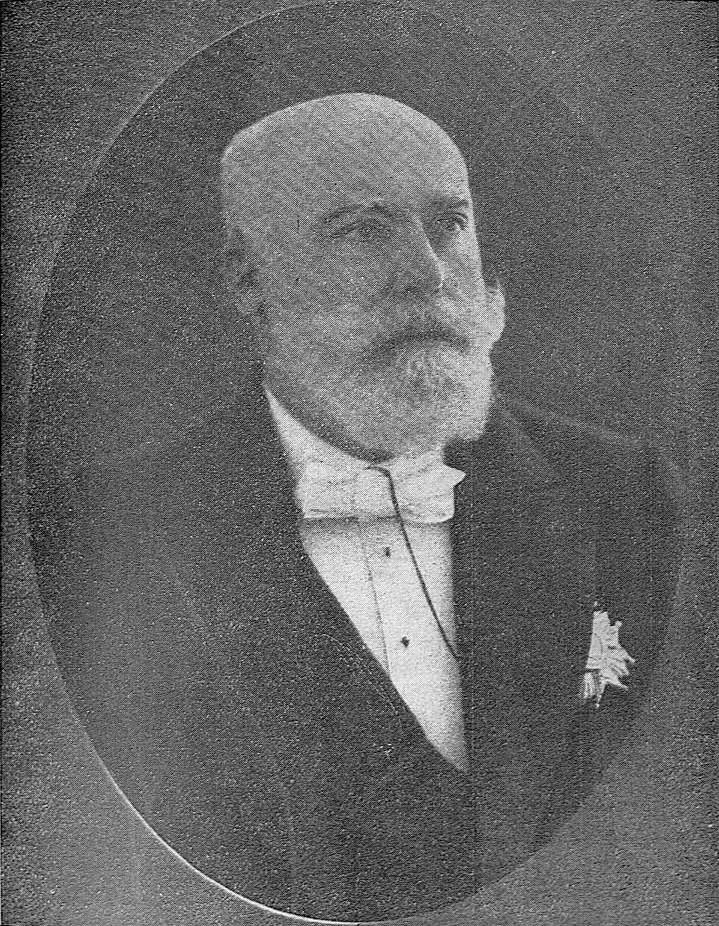
Paul Eyschen, Primo ministro del Lussemburgo dal 22 settembre 1888 all'11 ottobre 1915.

Il generale von Tessmar fu nominato comandante militare in Lussemburgo e truppe tedesche furono stanziate sul suolo del granducato, ma al governo lussemburghese fu lasciata una certa autonomia per quanto riguardava le politiche interne: divenne ben presto chiaro che se i lussemburghesi si fossero dimostrati pienamente recettivi alle richieste degli amministratori militari tedeschi e non avessero ostacolato lo sforzo bellico della Germania, il loro autogoverno non sarebbe stato messo in pericolo, almeno nel breve tempo. Il primo ministro Eyschen era un leader molto popolare tra i lussemburghesi, e tutte le fazioni politiche del granducato erano fiduciose nel fatto che questi fosse in grado di traghettare il paese durante il periodo dell'occupazione tedesca, garantendone il più possibile il diritto all'autogoverno. Il 4 agosto 1914, su richiesta dei tedeschi, il governo lussemburghese interruppe le relazioni diplomatiche con la Francia e ne espulse l'ambasciatore, misure applicate anche nei confronti del Belgio quattro giorni dopo e dell'Italia al momento della sua entrata in guerra nel maggio del 1915; allo stesso tempo, Eyschen si impegnò a mantenere il Lussemburgo all'interno della Zollverein (l'unione doganale degli stati tedeschi), sebbene in passato avesse progettato di lasciarla.
Ben presto tuttavia emersero vari motivi di attrito con gli occupanti: il 13 ottobre 1914, il giornalista lussemburghese Karl Dardar fu arrestato dai tedeschi per aver scritto un articolo contro la Germania, portato a Coblenza e condannato da una corte marziale tedesca a tre mesi di prigione; Eyschen avanzò subito forti proteste con l'ambasciatore tedesco ed espresse la sua indignazione per il "rapimento" di un cittadino lussemburghese e il suo processo da parte di una corte extraterritoriale, una chiara violazione della sovranità del granducato; proteste simili furono avanzate da Eyschen e dal ministro della Giustizia Victor Thorn nel gennaio del 1915, quando un ferroviere lussemburghese fu arrestato dai tedeschi e condannato al carcere in Germania con l'accusa di fare spionaggio a favore dei francesi. Queste proteste infastidirono i tedeschi, i quali tuttavia si dimostrarono relativamente accondiscendenti nei confronti di Eyschen, ritenuto l'unico in grado di mantenere l'unità tra le forze politiche lussemburghesi e la stabilità interna del granducato.
Una potenzialmente molto grave crisi politica interna si verificò nell'estate del 1915, quando Eyschen avanzò un progetto per ridurre il ruolo della Chiesa cattolica nel sistema scolastico lussemburghese: la granduchessa Maria Adelaide, fervente cattolica come la maggior parte del paese, si oppose con ostinazione alla proposta spingendo quasi Eyschen alle dimissioni, anche se poi la crisi rientrò e il primo ministro rimase al suo posto.

### Il dopo Eyschen

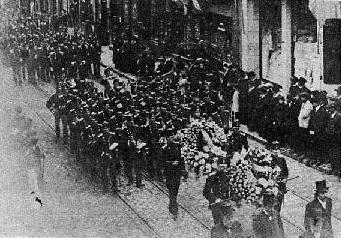
I funerali di Eyschen nell'ottobre del 1915.

L'11 ottobre 1915 Paul Eyschen morì, lasciando un grande vuoto nel sistema politico lussemburghese: nominato primo ministro nel settembre del 1888, Eyschen aveva dominato la vita politica del granducato rimanendo in carica ininterrottamente per 27 anni, tanto che il suo era stato l'unico governo conosciuto da molti lussemburghesi; Eyschen era considerato un importante contrappeso nei confronti della giovane granduchessa, ritenuta troppo ingenua politicamente e pericolosamente faziosa per essere una monarca costituzionale, ed era riuscito a tenere insieme praticamente con la sua sola personalità un governo contenente tutte le principali fazioni politiche lussemburghesi, grazie a un solido rapporto di fiducia con la Camera dei deputati. A complicare il quadro politico, i problemi in campo occupazionale avevano spezzato l'alleanza anti-clericale pre-guerra tra le fazioni socialista e liberale, privando così sia i clericali che gli anti-clericali di una maggioranza legislativa; i conservatori cattolici continuavano a formare il blocco più consistente, ma erano ora molto meno propensi a dare vita a una coalizione di maggioranza.
Il giorno dopo la morte di Eyschen, la granduchessa Maria Adelaide invitò Mathias Mongenast, già ministro delle Finanze lussemburghese, a formare un governo di minoranza; il ruolo di Mongenast come mero "primo ministro ad interim" divenne ben presto chiaro dal titolo formale con cui fu designato, non "Presidente del Governo", come era la norma per i primi ministri lussemburghesi dal 1857, ma il più basso "Presidente del Consiglio". L'amministrazione Mongenast non fu mai concepita come di lunga durata, e l'obiettivo principale di Marie-Adélaïde quando nominò l'esperto ex ministro delle finanze era principalmente quello di stabilizzare il quadro politico del paese; tuttavia, nessuno si aspettava che il governo potesse cadere poco dopo il suo insediamento. Il 4 novembre 1915, Mongenast nominò un nuovo candidato per la guida della école normale del Lussemburgo; la nomina non incontrò l'approvazione della granduchessa, ma ciò nonostante fu portata avanti dal neo-primo ministro, che voleva fare dell'istruzione un cavallo di battaglia del suo governo. Lo scontro istituzionale si risolse prevedibilmente ai danni del fragile esecutivo, e il 5 novembre Mongenast dovette rassegnare le dimissioni dalla carica, appena 25 giorni dopo averla accettata.
Dopo questa fallimentare esperienza, la granduchessa decise di puntare su un gabinetto composto solo da ministri conservatori, e nominò l'avvocato Hubert Loutsch alla carica di primo ministro. La Camera dei deputati fu fermamente contraria: il Partito della destra (Rietspartei) lussemburghese, pur raggiungendo la maggioranza relativa in seno all'assemblea, aveva appena 20 seggi su 52, e la granduchessa, nel tentativo di rafforzarlo, decise di sciogliere il parlamento e convocare elezioni anticipate; questa mossa indignò i partiti di sinistra, che ritenevano di avere da soli il diritto costituzionale di concedere la fiducia parlamentare al governo, e fu vissuta come una sorta di "colpo di Stato" della granduchessa. Il 23 dicembre 1915 il Lussemburgo andò alle elezioni: i conservatori ne uscirono rafforzati, aumentando i loro seggi in parlamento a 25, ma mancarono per un pugno di voti la maggioranza assoluta; l'11 gennaio 1916 la Camera dei deputati approvò una mozione di sfiducia nei confronti dell'esecutivo, e Loutsch dovette rassegnare le dimissioni.

### Il governo di unità nazionale

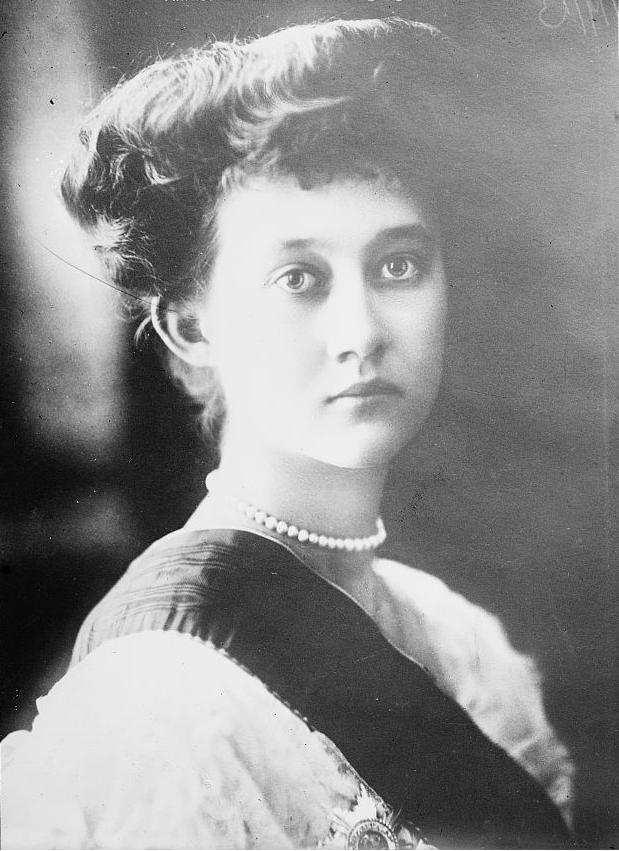
La granduchessa Maria Adelaide di Lussemburgo.

Dopo la fallimentare esperienza dell'esecutivo conservatore, la graduchessa decise di rivolgersi all'esponente più in vista del partito liberale (Liberal Liga), il già ministro della Giustizia Victor Thorn, per formare un nuovo governo; Thorn era per natura un leader conciliativo, e fece appello a tutti i partiti politici lussemburghesi per costituire un governo di unità nazionale che riunisse esponenti di tutti i principali partiti politici. Il nuovo esecutivo entrò in carica il 24 febbraio 1916: oltre a Thorn (che deteneva anche i dicasteri di Giustizia e Affari esteri) vi erano il liberale Léon Moutrier (Interni e Pubblica informazione), i conservatori Léon Kauffman (Finanze) e Antoine Lefort (Lavori pubblici) e il socialista Michel Welter (Agricoltura, Commercio e Industria).
La più pressante delle questioni che il nuovo gabinetto si trovò ad affrontare era quella dell'approvvigionamento di generi alimentari: la guerra aveva reso impossibili le importazioni di cibo, e le esigenze degli occupanti tedeschi passavano inevitabilmente davanti a quelle della popolazione lussemburghese. Il governo proibì le esportazioni di alimenti verso l'estero, e in seguito introdusse il razionamento e il calmiere dei prezzi al fine di contrastare la crescita impetuosa della domanda e rendere il cibo più abbordabile per i lussemburghesi più poveri; queste misure non diedero gli effetti sperati: aumentò il numero di lussemburghesi che si rivolgevano al mercato nero, e, con la costernazione del governo, i tedeschi occupanti non fecero poi molto per contrastare questo fenomeno. Il governo lussemburghese arrivò ad accusare le autorità tedesche di sostenere il mercato nero, rifiutandosi apertamente di far rispettare i regolamenti e partecipando esse stesse al contrabbando di merci.
Nel corso del 1916 la crisi alimentare si espanse, aggravata da un povero raccolto di patate in tutti i Paesi Bassi: nel limitrofo Belgio, il raccolto calò tra il 30 e il 40% rispetto ai valori dell'anno precedente; benché molti lussemburghesi fossero praticamente ridotti alla fame e all'inedia, il paese riuscì a evitare la carestia, in parte per le misure del governo e in parte anche grazie alla riduzione della dipendenza dei soldati tedeschi occupanti dalle fonti di cibo locale, rimpiazzate da apposite importazioni dalla Germania. Nonostante ciò, l'esecutivo di Thorn perse molta dell'iniziale fiducia politica e popolare che lo aveva sostenuto alla sua nascita: il 22 dicembre 1916 la Camera avanzò una mozione di censura nei confronti del ministro dell'Agricoltura Welter; Thorn cercò di procrastinare, ma alla fine dovette cedere e Welter rassegnò le sue dimissioni il 3 gennaio 1917, venendo rimpiazzato dal socialista Ernest Leclère.
Lo scontento della popolazione crebbe costantemente, in particolare nel sud industriale del paese. L'autunno del 1916 vide l'inizio della sindacalizzazione nelle industrie metallurgiche e siderurgiche della nazione, con varie associazioni sindacali che presero a formarsi nelle città di Lussemburgo ed Esch-sur-Alzette; a dispetto della domanda data dalla guerra, la produzione di ferro era crollata, con conseguenti preoccupazioni per la tenuta del sistema occupazionale. In marzo e aprile, tre deputati indipendenti dai partiti tradizionali vennero per la prima volta eletti nelle elezioni del Cantone di Esch-sur-Alzette, dove l'economia locale era dominata dalle industrie pesanti, andando a costituire l'unica opposizione parlamentare al governo di unità nazionale.
Il malcontento dei lavoratori lussemburghesi, e in particolare dei minatori, iniziò a fomentare forme di protesta anche più radicali; percependo la minaccia di scoppi di azioni di disobbedienza civile o peggio, il generale von Tessmar minacciò con un proclama del 10 maggio 1917 la pena di morte per gli autori di ogni genere di atto violento, ricomprendendo in tale ambito anche lo sciopero. Cio nonostante, il 31 maggio seguente i minatori lussemburghesi sfidarono l'ultimatum tedesco e scesero in sciopero in tutto il paese; la Germania era dipendente dal ferro lussemburghese, visto il perdurare del blocco navale impostole dalla Royal Navy britannica: nel 1916, il piccolo Lussemburgo forniva da solo un settimo del minerale di ferro semi-lavorato prodotto in tutta la Zollverein. Le truppe tedesche intervennero pesantemente contro gli scioperanti, ed entro nove giorni l'azione era stata repressa e gli organizzatori posti in arresto; due dei capi furono poi processati da una corte marziale tedesca a Treviri e condannati a dieci anni di prigione.
L'azione fu il colpo mortale al governo Thorn: a parte il malcontento popolare, l'esecutivo fu politicamente umiliato dal fatto che furono i soldati tedeschi e non i gendarmi lussemburghesi a riportare l'ordine nel paese, oltre al continuo rifiuto della Germania di riconoscere l'autorità dei tribunali del granducato; il 19 giugno 1917 Thorn rassegnò le dimissioni e il governo cadde.

### Il governo Kauffmann
Nonostante il fallimento dell'esperienza del governo di unità nazionale, rimase la necessità di ricercare una unità delle forze politiche lussemburghesi. L'ex ministro delle Finanze Kauffmann, leader del partito conservatore, riuscì a mettere insieme un'alleanza con i liberali di Léon Moutrier allo scopo di costituire un esecutivo che potesse sopravvivere all'occupazione tedesca. Il primo obiettivo fu quello di andare incontro alle perenni rimostranze delle forze di sinistra emendando la Costituzione; nel novembre del 1917, la Camera dei deputati avviò un'ampia serie di discussioni su varie proposte di emendamenti al testo costituzionale lussemburghese: in definitiva, la Costituzione fu modificata per impedire al governo di negoziare trattati segreti, per migliorare le retribuzioni dei deputati (finora impostate a 5 franchi al giorno), per introdurre il suffragio universale, e per modificare il sistema elettorale da maggioritario a proporzionale.
Le misure proposte furono largamente condivise da tutto lo spettro dei partiti politici, ma ciò non accadde per la proposta di emendare l'articolo 32, non modificato nella precedente revisione costituzionale del 1868 e rimasto invariato fin dall'entrata in vigore del testo nel 1848: esso affermava in maniera inequivocabile che tutta la sovranità nazionale risiedeva nella persona del granduca, e per molti, in particolare per chi avversava le strette relazioni tra Maria Adelaide e la nobiltà tedesca, l'idea che la sovranità nazionale risiedesse nelle mani di una sola persona era inaccettabile. La Camera approvò una proposta di modifica, ma l'esecutivo Kauffmann si rifiutò di dare seguito all'iniziativa, ritenendo che una ridefinizione della fonte della sovranità nazionale non fosse altro che un inaccettabile tentativo di introdurre di nascosto un regime di tipo repubblicano.
L'estate del 1918 vide un drammatico declino delle fortune del governo Kauffmann. L'8 luglio il quartiere di Clausen, nel centro della capitale Lussemburgo, fu bombardato da aerei della Royal Air Force britannica, che uccisero dieci civili; certo il fatto non aumentò le simpatie dei lussemburghesi nei confronti degli Alleati, ma la granduchessa decise d'istinto di chiedere il sostegno dei tedeschi, che erano ancor meno amati da parte della popolazione. Il 16 agosto il nuovo cancelliere tedesco Georg von Hertling si recò in visita a Lussemburgo: benché Hertling avesse richiesto di visitare la sola granduchessa, Kauffmann ottenne di partecipare all'incontro; la cosa apparve agli occhi dei lussemburghesi come una testimonianza delle relazioni cordiali esistenti tra il governo e i tedeschi, e la popolarità di cui godeva Kauffmann scomparve rapidamente. Forti pressioni montarono sul primo ministro e, con il suo partito ancora forte ma con il suo prestigio personale completamente rovinato, Kauffmann non ebbe altra scelta se non quella di dimettersi, cosa che fece il 28 settembre 1918; il suo posto andò a Émile Reuter, un altro esponente dei conservatori.

## La fine della guerra

### L'armistizio

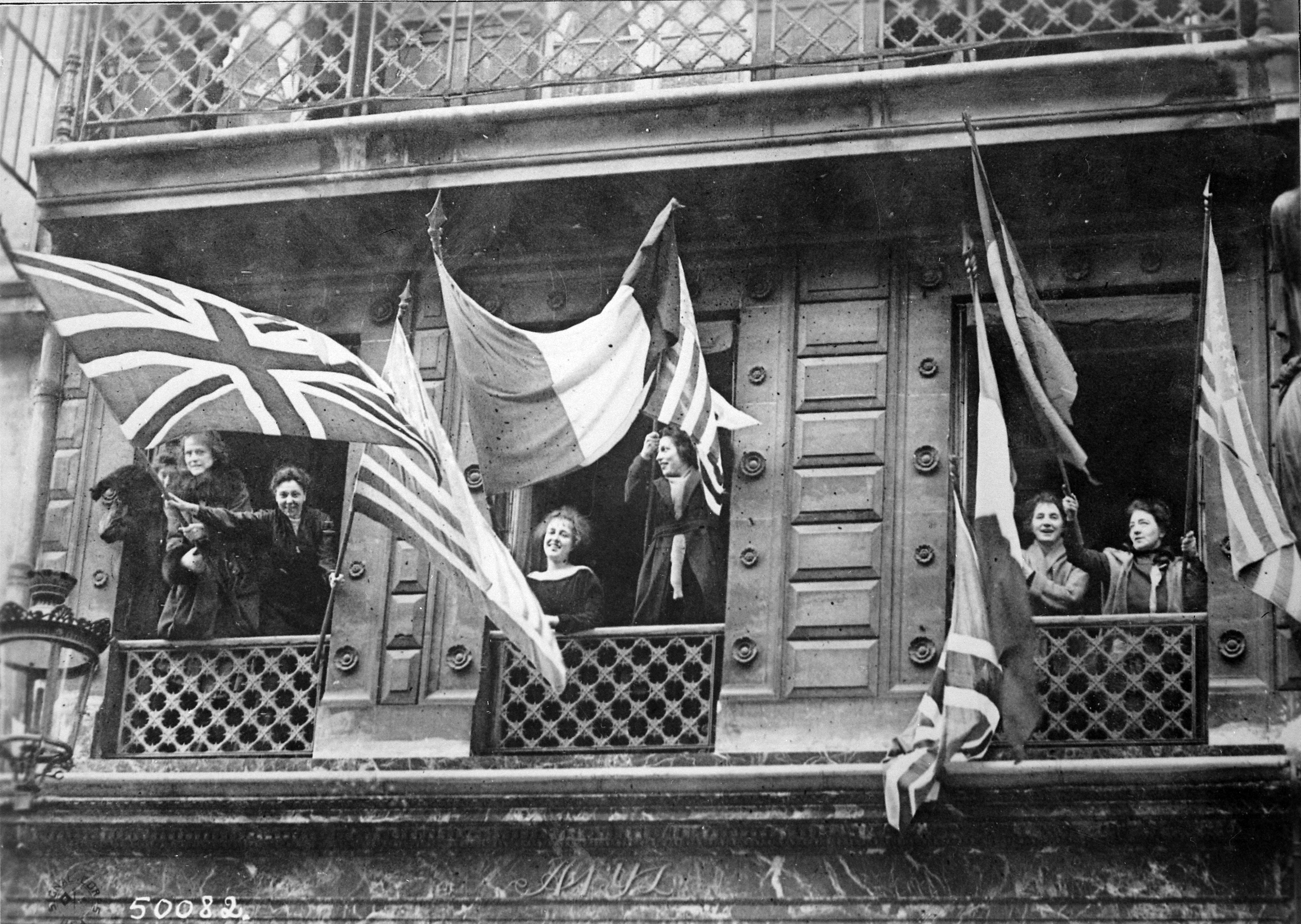
I civili lussemburghesi danno il benvenuto ai soldati alleati venuti a liberarli.

Gli ultimi mesi del 1918 videro un rapido tracollo delle fortune tedesche sul fronte occidentale: dopo il fallimento della cosiddetta "offensiva di primavera" lanciata dalla Germania a partire dal marzo del 1918, in agosto gli Alleati passarono al contrattacco dando avvio all'"offensiva dei cento giorni", facendo crollare le difese dei tedeschi e respingendoli progressivamente verso le vecchie frontiere; il 6 novembre 1918 von Tessmar annunciò formalmente l'inizio del ripiegamento delle forze tedesche dal suolo del Lussemburgo, e cinque giorni dopo la Germania siglò l'armistizio di Compiègne con gli Alleati, ponendo fine ai combattimenti.
Una delle clausole imposte dall'armistizio prevedeva il ritiro dei tedeschi da tutti i territori occupati nel corso della guerra, ivi compreso il territorio del Lussemburgo; secondo gli accordi tra gli Alleati, la liberazione del granducato fu affidata alle forze statunitensi della American Expeditionary Forces, comandate dal generale John Pershing: il 19 novembre i primi reparti della da poco formata Third United States Army attraversarono il confine franco-lussemburghese, venendo accolti come liberatori dai civili locali. Per il 22 novembre gli ultimi soldati tedeschi lasciarono il granducato, ponendo formalmente fine all'occupazione del Lussemburgo; la fine della guerra rappresentò l'occasione per sottrarre il paese dall'orbita della Germania, e il 19 dicembre 1918 il governo lussemburghese annunciò l'uscita dalla Zollverein e la fine delle concessioni ferroviarie accordate in precedenza alla Germania.

### Venti di ribellione

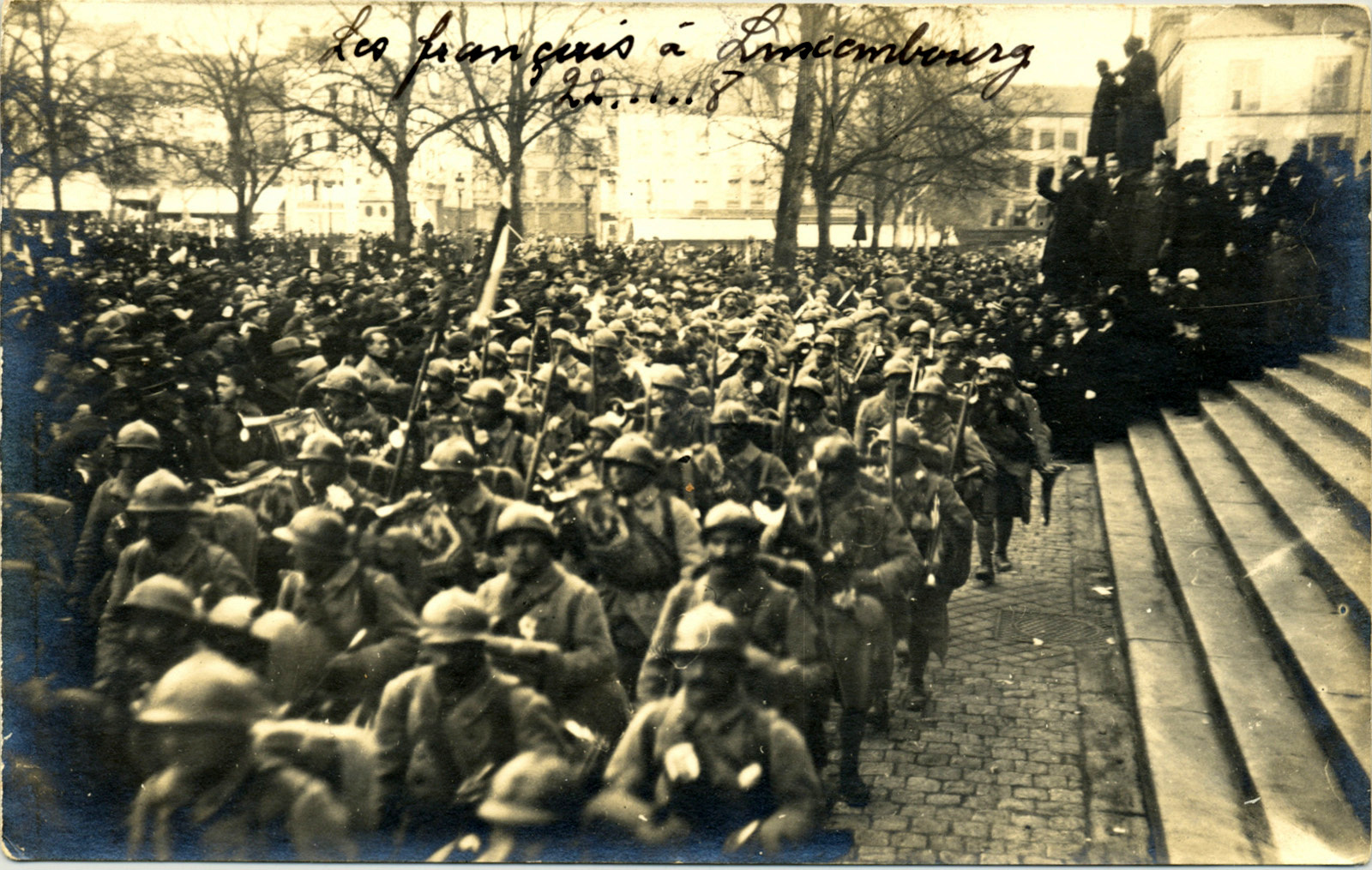
Soldati francesi in parata per le vie di Lussemburgo.

Le ultime settimane del 1918 furono molto turbolente per il piccolo granducato. Sulla scia delle notizie relative alla "rivoluzione d'ottobre" avvenuta in Russia, "consigli rivoluzionari" di operai e lavoratori iniziarono ad essere istituiti in lungo e in largo per il Lussemburgo; il 10 novembre, il giorno dopo la proclamazione in Germania di una "libera Repubblica socialista" (freie sozialistische Republik) da parte di Karl Liebknecht e Rosa Luxemburg, simpatizzanti comunisti lussemburghesi proclamarono a loro volta l'istituzione di una repubblica in Lussemburgo, ma questo tentativo non durò che poche ore. L'11 novembre un nuovo tentativo insurrezionale fu messo in atto a Esch-sur-Alzette, ma anch'esso andò incontro a un rapido fallimento; il 12 novembre i partiti socialista e liberale proposero formalmente una richiesta di abdicazione della granduchessa Maria Adelaide: una mozione avanzata alla Camera dei deputati che chiedeva l'abolizione della monarchia fu respinta con 21 voti contrari e 19 a favore (più 3 astenuti), ma il parlamento chiese al governo di predisporre sulla questione un referendum da sottoporre alla popolazione.
Il 9 gennaio 1919 venne formato un "Comitato di salute pubblica" pro-repubblicani composto da vari esponenti politici di sinistra, con Émile Servais come suo presidente; un'unità di soldati lussemburghesi arrivò ad ammutinarsi e ad auto-proclamarsi "esercito" dell'appena formato regime repubblicano. Il vuoto di potere lasciato dai tedeschi era però ormai stato colmato dagli Alleati vittoriosi, e il 10 gennaio il presidente della Camera dei deputati François Altwies chiese l'intervento delle truppe francesi per reprimere la rivolta: convinti di mettere fine a quella che percepivano come una rivoluzione pro-Belgio, i francesi schiacciarono rapidamente gli aspiranti repubblicani e misero fine all'esperienza del "Comitato di salute pubblica".
Il governo francese era però riluttante a cooperare con un'amministrazione ritenuta ancora "collaborazionista" dei tedeschi, e questo, unito alle continue pressioni provenienti dagli ambienti politici e alla slealtà dimostrata dalle sue stesse truppe, fu troppo per la giovane granduchessa: il 14 gennaio 1919 Maria Adelaide abdicò in favore della sorella Carlotta; la tenuta della dinastia rimase tuttavia debole almeno fino al settembre del 1919, quando il richiesto referendum popolare sul futuro del paese vide un 77,8% dei votanti favorevoli alla continuazione della monarchia sotto la casata dei Nassau-Weilburg.

### Il trattato di Versailles
Il Belgio aveva molto sofferto durante la guerra, subendo una brutale occupazione da parte dei tedeschi e pesanti perdite di vite umane; negli ambienti governativi belgi si fece pressante la richiesta di compensazioni territoriali per i danni di guerra, e forti furono i propositi di un'annessione del confinate Lussemburgo. Dall'inizio del 1919, il Belgio avviò un'estesa campagna di promozione della sua proposta di annessione o di costituzione di un'unione personale tra le due nazioni, proposta avanzata anche davanti alla Conferenza di pace di Parigi apertasi il 18 gennaio 1919; la proposta del Belgio fu però osteggiata dalla Francia, che vedeva in un suo accoglimento una perdita di influenza politica sulla regione a sinistra del Reno, e la sovranità del Lussemburgo fu riaffermata con forza. Il governo di Bruxelles dovette infine piegarsi e il 13 febbraio riconobbe la salita al trono della granduchessa Carlotta, accettando a malincuore l'indipendenza del piccolo Stato.
Il trattato di Versailles del 28 giugno 1919 dedicò espressamente tre articoli allo status del Lussemburgo. L'articolo 40 in particolare revocò formalmente tutti i privilegi concessi alla Germania sul Lussemburgo da precedenti accordi internazionali: venne riconosciuta l'uscita del granducato dalla Zollverein, i tedeschi persero i loro privilegi sull'uso della rete ferroviaria lussemburghese e dovettero riconoscere la fine del regime di neutralità imposto alla nazione; inoltre, per prevenire un embargo economico dopo la fine dell'unione doganale, l'articolo 268 concesse al Lussemburgo una indeterminata opzione sul carbone tedesco e vietò la riscossione da parte della Germania di dazi sulle esportazioni lussemburghesi fino al 1924.

## I lussemburghesi all'estero
Migliaia di cittadini lussemburghesi residenti all'estero, non costretti dal vincolo di neutralità scelto dal governo nazionale, decisero di arruolarsi come volontari in eserciti stranieri; in particolare, 3.700 cittadini lussemburghesi si arruolarono nell'esercito francese, e di questi circa 2.000 caddero in combattimento: considerando che il Lussemburgo aveva una popolazione prebellica di circa 266.000 abitanti, le perdite umane tra i soli lussemburghesi militanti con i francesi ammontarono all'1% dell'intera popolazione del granducato, una proporzione molto alta se paragonata a quella di altre nazioni che parteciparono al conflitto. I volontari lussemburghesi caduti durante la prima guerra mondiale furono commemorati il 27 maggio 1923 con l'erezione di un monumento in loro onore nella città di Lussemburgo, la cosiddetta Gëlle Fra ("Signora Dorata"); il monumento originario andò distrutto durante il periodo della seconda occupazione tedesca nel 1940-1944, ma dopo il secondo conflitto mondiale fu progressivamente ricostruito e nuovamente inaugurato il 23 giugno 1985.
La comunità lussemburghese residente negli Stati Uniti si trovò, durante il periodo della prima guerra mondiale, in preda a una forte crisi d'identità: tradizionalmente, gli americano-lussemburghesi si identificavano etnicamente come tedeschi invece che come una comunità separata, leggendo giornali in tedesco, frequentando scuole tedesche e in generale vivendo come gli altri germanoamericani; l'invasione tedesca del granducato cambiò questo stato di cose, e il 2 maggio 1915 la Luxemburger Brotherhood of America decise di adottare l'inglese come propria lingua ufficiale, troncando i rapporti con la Germania. Altre organizzazioni si dimostrarono più riluttanti a cambiare i loro stili di vita, arrivando anche a criticare il tacito appoggio dato dagli statunitensi al Regno Unito durante il periodo di neutralità; quando infine nell'aprile del 1917 gli Stati Uniti entrarono in guerra, comunque, la comunità lussemburghese si schierò compatta dalla parte degli Alleati, troncando per sempre i suoi rapporti con la comunità tedesca degli USA.